# Јеменија лет 626
Јеменија лет 626 је био међународни путнички лет националне авио-компаније Јемена - Јеменије, авиона Ербас А310, који је полетео са аеродрома у Сани у Јемену, и упутио према аеродрому Принц Саид Ибрахим у Моронима у Коморима. Авион се срушио 30. јуна 2009. у 13:50 по локалном времену (29. јуна у 22:50 по UTC-у) са 142 путника и 11 чланова посаде. Једини преживели путник, четрнаестогодишња девојчица, пронађена је 1. јула.

## Путници и чланови посаде

### Држављансво путника
| Држављанство | Путници | Посада | Укупно |
| ------------ | ------- | ------ | ------ |
| Комори       | 54      | 0      | 54     |
| Француска    | 26      | 0      | 26     |
| Канада       | 1       | 0      | 1      |
| Палестина    | 1       | 0      | 1      |
| Јемен        | 0       | 6      | 6      |
| Мароко       | 0       | 2      | 2      |
| Филипини     | 0       | 1      | 1      |
| Етиопија     | 0       | 2      | 2      |
| Непознато    | 60      | 0      | 60     |
| Укупно       | 142     | 11     | 153    |